# Stjärnstoft (TV-serie)
Stjärnstoft (norska: Stjernestøv) är en norsk julkalender som sändes i NRK Super 2020. Ida Sagmo Tvedte är regissör och skapare. Serien är producerad av Hege Waagbø. Serien handlar om nio år gamla Joel, som upplever en tuff start på julen när föräldrarna skiljs. Hon får besök av stjärnbarnet Elli från Nord, och tillsammans får de en ovanlig och spännande december.

## Handling
Stjärnstoft handlar om Joel, en grabb på nio år, som får reda på att föräldrarna ska skiljas. Han måste flytta med sin mamma och sina syskon till en ny ort, och upplever en svår inledning på julmånaden.
Joel är väldigt upptagen av stjärnorna och universum, han älskar att spela hockey och är där lagkapten. Joels pappa, Steinar, är astronom, och tillsammans brukar de se upp på stjärnhimlen. Joel lär sig att Polstjärnan är en ledstjärna han alltid kan följa. Joel beskrivs som känslig, men istället för att prata om det som är svårt, flyr han, blir tuff och hård, och skjuter bort folk. När han saknar sin pappa, och när saker blir jobbiga på det nya stället, hittar han Polstjärnan. Men då ser Joel att stjärnan slocknar.
En kort stund senare hittar Jo en jämnårig tjej på taket som heter Elli. Hon beskrivs som stark, modig och med ett välutvecklat tävlingsinstinkt. Elli kommer från ett äventyrarfolk som kallas "Stjärnfolket" i norr. Det är så lång norrut i världen som det är möjligt att komma, rakt under Polstjärnan. Elli är stjärnbarnet, den som ger kraft och ljus åt Polstjärnan. Hon har magiska krafter som gör att hon kan kontrollera snö och is, och inte känner kyla. Elli kan inte återvända hem igen förrän Polstjärnan ljusnar, och hon behöver hjälp från Joel.
Joel och Elli har olika färdigheter, utmaningar och önskningar. Elli ger Joel mod åt att hantera allt det nya som sker i hans liv.

## Rollista
- Edvard Ross – Jo/Joel
- Camilla San Miguel Bjørneng – Elly/Elli
- Caleb Kebreab – Leon
- Indien Dee Kvangarsnes – Aliyah
- Martine Neluka Eide Larsen – Eva
- Emil Eide – Simen
- Ester Grenersen – Kjersti
- Trond Fausa Aurvåg – Varg
- Jakob Larsen Fort – Kalle
- Selome Emnetu – Sarah
- Anne Marit Jacobsen – Ingeborg
- Morten Svartveit – Steinar
- Ågot Sendstad – Vibeke
- Ingrid Bolsø Berdal – Silja
- Torbjørn Eriksen – Ein
- Neda biglari – Selda
- Amir Asgharnejad – Kent, läraren[4]

### Svenska röster
Serien visades i Yle till julen 2021 dubbad till svenska.
- Svenska röster – Alexander Slotte, Alva Svartbäck, Cecilia Paul, Edith Holmström, Elmer Bäck, Elsa Fagerudd, Emma Klingenberg, Hanna Fagerudd, Hellen Willberg, Isak Meriläinen, Isla Shingler, Jessica Raita, Kristofer Gummerus, Leo Koto, Liisa Koto, Lina Mattsson, Linnea Vuokko, Livia Ahlström, Marc Svahnström, Markus Riuttu, Martin Bahne, Matti Raita, Mauri Riuttu, Nina Hukkinen, Nina Palmgren, Oliver Valo, Olli Liljeström, Oskar Pöysti, Robert Kock, Salma Sarkola, Samuel Bahne, Sophia Heikkilä, Tyko Sarkola, Walter Ruokolahti
- Översättare – Carol Petersen, Edith Holmström
- Regissör – Edith Holmström
- Dubbningsstudio – Iyuno-SDI Group

## Produktion
NRK utlyste i januari 2018 audition för barn mellan fem och tio år för den nya julkalendern. För att rekrytera barn att anmäla sig, uppsökte NRK skolor i Oslo för att prata om serien. I februari anmälde NRK att de hade fått över 14 000 ansökande, något de beskrev som rekord. 3000 blev därefter inkallade till audition i mars.
Filmen spelades in i december 2018 runt om i Oslo. Vissa scener spelades in vintern 2019 i ett grustag i Lunner i Hadeland. Miljön ska föreställa så långt norrut man kan komma i världen, och det byggdes fem stora kupoler av is, pyntade med sniderier. Serien hade en budget på 50 miljoner norska kronor, motsvarande det vad det kostade att spela in den tidigare julkalendern Snöfall.
NRK meddelande först att den nya julkalendern skulle sändas 2019, men den blev senare försenad till 2020. Serien presenterades första gången med titeln Nordstjerna, men bytte i februari 2019 namn till Stjernestøv.
Serien har även översatts och dubbats till färöiska i samarbete med den statliga färöiska televisionen KVF, och sändes i december 2021.

## Musik
All musik i serien komponerades av Gaute Tønder. Vinjettmusiken "Stjärnstoft" framförs av Aurora Aksnes.

## Utmärkelser
2022 vann Stjärnstoft priset Kids Screen Award i Miami som bästa live action-serie för barn.
Serien nominerades i tre kategorier under Gullruten 2021: bästa ljuddesign (Magnus Torkildsen och Renate Bakke), bästa rekvisita (Kenneth Kolberg) och bästa vfx (Reid Per Fiskerstrand, Lars Peder Sørli, Alexander Nicolai Olsen, Øyvind Veberg och Ludvig Friberg).